# Давид Роман Павлович
Роман Палович Давид (нар. 4 липня 1950, с. Зимна Вода (Водяне), Львівська область, Україна) — український радянський футболіст, півзахисник.
Вситупав за клуби «Динамо» (Хмельницький), СКА (Львів), «Десна» (Чернігів), «Спартак» (Семипалатинськ), «Шахтар» (Караганда), «Судобудівник» (Миколаїв), «Спартак» (Орджонікідзе).
2 травня 1976 року вперше зіграв за «Карпати» (Львів) у матчі проти дніпропетровського «Дніпра». Потім виступав за «Металіст» (Харків) і «Авангард» (Ровно).